# مارسلا دل ریو
مارسلا دل ریو (مکزیکو سیتی، ۳۰ می ۱۹۳۲) شاعر، دراماتورژ و راوی اهل مکریک است.

## زندگینامه
او در یک خانواده ادیب زاده شد؛ مارسلا دل ریو از سنین پایین علاقه بسیار به شعر از خود نشان داد و اولین جایزه خود را در همان سن پایین در ۱۴ سالگی بدست آورد. او حرفه خود را به عنوان روزنامه‌نگار مجله زن که مادرش ماریا آئورلیا ریس مدیر مسئول آن بود، از ۱۷ سالگی آغاز کرد. او در این مجله به عنوان مصاحبه‌گر و منتقد تئاتر و اپرا مشغول شد. او همین کار را در نشریات قاره (از ۱۹۵۸ تا ۱۹۶۸) و تازه‌ها (در ۱۹۷۷) ادامه داد.
او سپس در دانشکده فلسفه و ادبیات دانشگاه مستقل ملی مکزیک مشغول به تحصیل زبان اسپانیایی و ادبیات شد . سپس در دانشکده ملی هنرهای زیبا مشغول به پژوهش در هنر تئاتر شد و همچنین به مطالعه هنر دراماتیک در آکادمی سینماتوگرافی مکزیک پرداخت. سپس در مدرسه هنرهای دراماتیک استاد ژاپنی سکی سانو به تحصیل بازیگری پرداخت. به مدت دوسال مشغول اجرای صحنه ای شد. سپس عازم ایروین در ایالات متحده شد و در آنجا درجه دکترای فلسفه را از دانشگاه کالیفرنیا دریافت کرد.
او در سال ۱۹۶۵ به عنوان همکار به مدت یک سال وارد مرکز نویسندگان مکزیک شد.
در سال ۲۰۱۰ داستان او با عنوان سرداب آینه در مجموعه آثاری از نویسندگان مختلف و برجسته ای باز انتشار یافت.